# آیسولو تینیبکووا
آیصولو تینیبکووا (به قرقیزی: Айсулуу Тыныбекова،  زادهٔ ۱۲ سپتامبر ۱۹۹۳) کشتی گیر زن کشور قرقیزستان است.
از افتخارات وی می‌توان به کسب مدال نقره المپیک ۲۰۲۰ توکیو و مدال برنز بازی‌های المپیک ۲۰۲۴ پاریس و سه مدال طلا و برنز مسابقات قهرمانی کشتی جهان ۲۰۱۹ و مسابقات قهرمانی کشتی جهان ۲۰۲۱ و مسابقات قهرمانی کشتی جهان ۲۰۲۳ و مسابقات قهرمانی کشتی جهان ۲۰۱۷ و مدال طلا و برنز بازی‌های آسیایی ۲۰۱۸ و بازی‌های آسیایی ۲۰۱۳ اشاره کرد